# ترجمان

لوگوی جریدهٔ ترجمان

ترجمان نام نشریه طنزی بود که در سال ۱۳۴۷ خورشیدی توسط علی‌اصغر بشیر هروی و با همکاری داکتر عبدالرحیم نوین در کابل انتشار یافت.
ترجمان نخسیتن نشریه اختصاصی افغانستان در حوزه طنز است. «ترجمان» در همان مقطع خاص با طنزهای خود، هسته طنزنویسی را در افغانستان پی گذاشت و طنزنویسان بی‌شماری را در دامن خود پرورش داد.
جریده «ترجمان» به زودی مرکز تجمع نویسندگان و طنزنویسان گردید و در همین مرکز بود که جوانان استعدادهای خود را تجربه کردند و به طنزنویسان بزرگ‌سال‌های بعد تبدیل شدند.
همانند نشریات طنز گل آقا و توفیق نشریه ترجمان هم یک شخصیت محوری داشت با نام کاکا ترجمان.
ترجمان ارتباط خوبی هم با نشریه‌های طنز ایران آن زمان از جمله کاریکاتور و توفیق داشت. در زمان توقیف شدن نشریه توفیق مجله ترجمان بارها با نظر مطلب و کاریکاتور به این اقدام اعتراض کرد.
ترجمان تا سال ۱۳۵۵ یعنی زمان کودتای محمد داوود خان انتشار می‌یافت.